# Brachypnoea convexa
Brachypnoea convexa är en skalbaggsart som först beskrevs av Thomas Say 1824.  Brachypnoea convexa ingår i släktet Brachypnoea och familjen bladbaggar. Inga underarter finns listade i Catalogue of Life.